# Конвой НХ-79
Конвой НХ-79 — североатлантический конвой.
Состоял из 49 торговых судов и 12 кораблей эскорта. Был отправлен из Голифакса (Канада) в Англию.
Конвой обнаружила германская субмарина U-47. Сообщив в штаб координаты конвоя и дожидаясь трёх (U-46, U-48, U-100) отправленных в район подлодок для скоординированных действий, готовилась к атаке. Она началась в ночь с 19 на 20 октября 1940 года.
Всего немецкими подлодками потоплено 14 из 49 грузовых судов (а по другим данным, 12) общим тоннажем 75 069 брт. Потерь подлодки не имели.